# 貝爾里奇 (密蘇里州)
貝爾里奇（英語：Bel-Ridge）是位於美國密蘇里州聖路易斯縣的城市。

## 人口
根據2020年美國人口普查的數據，貝爾里奇的面積為2.00平方千米，皆為陸地。當地共有人口2132人，而人口密度為每平方千米1,066人。